# Noël de Cleene
Noël de Cleene CICM (* 15. Februar 1870 in Nieuwkerken-Waas, Belgien; † 7. Oktober 1942) war ein belgischer römisch-katholischer Ordensgeistlicher und Apostolischer Vikar von Léopoldville.

## Leben
Noël de Cleene trat der Ordensgemeinschaft der Kongregation vom Unbefleckten Herzen Mariens bei und empfing am 18. Dezember 1892 das Sakrament der Priesterweihe. 
Am 18. Dezember 1924 ernannte ihn Papst Pius XI. zum Titularbischof von Usula und zum Koadjutorvikar von Léopoldville. Der Erzbischof von Mecheln, Désiré-Joseph Kardinal Mercier, spendete ihm am 24. Februar 1925 die Bischofsweihe; Mitkonsekratoren waren der Bischof von Gent, Emiel-Jan Seghers, und der Weihbischof in Mecheln, Antoine Alphonse de Wachter. Im Februar 1926 wurde de Cleene in Nachfolge des zurückgetretenen François Camille Van Ronslé CICM Apostolischer Vikar von Léopoldville.
Noël de Cleene trat am 20. Juli 1932 als Apostolischer Vikar von Léopoldville zurück.